# Sovjet-deportaties uit Letland
De Sovjet-deportaties uit Letland waren een reeks massadeportaties door de Sovjet-Unie uit Letland in 1941 en 1945–1951. 60.000 inwoners van Letland werden gedeporteerd naar onherbergzame afgelegen regio's in de Sovjet-Unie. Deze had het land in 1940 bezet, en in 1944-1945 opnieuw. Soortgelijke deportaties door het Sovjet-regime vonden tegelijkertijd ook plaats in de andere bezette Baltische staten Estland en Litouwen.
Naast kleinere verplichte volksverhuizingen waren de belangrijkste deportatiegolven:
- De deportatie op 14 juni 1941 van zo'n 14.000–15.500 mensen en hun families, waaronder jonge kinderen onder de leeftijd van 10 jaar.[2][3] Deze deportatiegolf was vooral gericht tegen de lokale intelligentsia van Letten en minderheden, en tegen de politiek-sociaal-economische elite die door de Sovjet-veiligheidsdiensten als "verdachte en maatschappelijk vreemde elementen" werden bestempeld.[4][5] Van al deze gedeporteerden zijm er uiteindelijk zo'm 5000, of 34-40%, gestorven in ballingschap, onderweg of bij executies;[6]
- De tweede deportatie onder Operatie Priboi op 25 maart 1949, waarbij 42,113–43,000 mensen werden gedeporteerd.[4][7] Deze keer waren de slachtoffers vooral individuele boeren en hun families die weigerden deel te nemen aan de nieuwe collectieve boerderijen (kolchoz) en waren opgenomen in de "lijst van koelakken" uit 1947, alsook leden en sympathisanten van het gewapend anti-Sovjetverzet.[8][9] Van deze groep zijn meer dan 5000 mensen in ballingschap gestorven.[6]

De deportaties van 1944 worden soms ook samen met deze twee golven vernoemd.
Mensen uit Letland werden vooral naar de regio's Amoer, Tomsk en Omsk verbannen. Onder de Sovjet-bezetting hebben ook verscheidene kleinere deportatiegolven plaatsgevonden, in het bijzonder van etnische Duitsers, staatlozen uit Riga en Jehova's getuigen. Na de destalinisatie was internering in kampen een straf, voorbehouden voor wie zich met "anti-Sovjet"-activiteiten inliet.